# Bernadetta Matuszczak
Bernadetta Matuszczak (ur. 10 marca 1931 w Toruniu, zm. 3 września 2021 tamże) – polska kompozytorka.

## Życiorys
Po ukończeniu klasy fortepianu w Państwowej Średniej Szkole Muzycznej im. Karola Szymanowskiego w Toruniu rozpoczęła studia w Państwowej Wyższej Szkole Muzycznej w Poznaniu. Studiowała teorię muzyki u Zygmunta Sitowskiego, grę na fortepianie u Ireny Kurpisz-Stefanowej i kompozycji u Tadeusza Szeligowskiego. Studia ukończyła z odznaczeniem w roku 1958 i podjęła pracę asystenta na macierzystej uczelni w katedrze Zygmunta Sitowskiego. W roku 1960 kontynuowała studia kompozycji w Akademii Muzycznej im. Fryderyka Chopina w Warszawie u Tadeusza Szeligowskiego, a następnie u Kazimierza Sikorskiego. Studia kompozytorskie zakończyła dyplomem w roku 1964. W roku 1968 rozpoczęła studia kompozytorskie w Paryżu jako stypendystka rządu francuskiego u Nadii Boulanger. Od 1965 roku była członkiem Związku Kompozytorów Polskich, od 1967 roku należała do sekcji A – Autorów Dzieł Muzycznych Stowarzyszenia Autorów ZAiKS, w latach 1988–2009 była członkiem Rady Stowarzyszenia Autorów ZAiKS. Działała w Warszawie i Toruniu.
Zmarła w Toruniu, pochowana 10 września 2021 roku na cmentarzu św. Jerzego w Toruniu.

## Twórczość
Bernadetta Matuszczak tworzyła różnorodne utwory muzyczne, w tym opery. Jej dzieła są wykonywane w kraju i za granicą. Za swoją twórczość była wielokrotnie nagradzana.

## Wybrane kompozycje
- Gitanjali na flet, sopran, dzwony i głos męski recytujący (1963)
- Sans titre for piano (1963–68)
- Dramat kameralny na baryton, baryton z taśmy, altowy głos recytujący, klarnet basowy, wiolonczelę, kontrabas i perkusję (1965)
- Septem tubae na chór mieszany, organy i orkiestrę symfoniczną (1966)
- Kwartet na 3 flety i klawesyn (1966)
- Musica da camera per 3 flauti, 4 timpani e 5 tom-toms (1967)
- Julia i Romeo, opera kameralna w 5 scenach według Williama Szekspira na solistów, pantomimę, głosy recytujące, chór i orkiestrę (1967)
- Invocazione per dieci voci, flato, contrabbasso, teorbano e gong (1968)
- Poésie de chambre pour récitation (baryton), soprano (garson), clarinette basse, vibraphone, 2 cymbales et tam-tam (1968)
- Per strumenti na orkiestrę smyczkową, klarnet basowy, trąbkę i perkusję (1969)
- Canzone na sopran, sopran z taśmy, rożek angielski i perkusję (1969–70)
- Humanae voces, opera-oratorium na głosy recytujące, sopran dramatyczny, chór i orkiestrę (1970–71)
- Rilke-Lieder na baryton i orkiestrę (1971)
- Salmi na baryton, głos recytujący, harfę, kontrabas, perkusję i światło (1972)
- Misterium Heloizy, opera w 7 scenach na solistów, chór i orkiestrę (1973–74)
- Elegia o chłopcu polskim na sopran, altowy głos recytujący, 2 chóry żeńskie i orkiestrę (1974–75)
- Aforyzmy na flet solo (1976)
- Pamiętnik wariata, monodram operowy według Nikołaja Gogola na aktora, baryton, pantomimę i orkiestrę kameralną (1976)
- Apocalypsis, oratorium na sopran, baryton, głosy recytujące, chór i orkiestrę (1976–77)
- Dziady Kowieńskie, dramat Adama Mickiewicza na solistów, chór i orkiestrę (1978)
- Canticum canticorum na alt, baryton, chór i orkiestrę (1978–79)
- Ossesioni concertanti in quattro parti per percussione (1980)
- Quartetto in dodici parti na kwartet smyczkowy (1980)
- Fraszki na chór męski a cappella (1980)
- Prometeusz, opera kameralna według Ajschylosa na solistów, chór i orkiestrę (1981–82)
- Dwanaście preludiów na smyczki (1982)
- Wiersze dziecięce na chór żeński a cappella (1982)
- Canti della vita e della morte na baryton, wiolonczelę i perkusję (1982–84)
- Canto solenne na baryton, chór i orkiestrę (1983)
- Momenti musicali per flauto ed archi (1983)
- Tryptyk Norwida na baryton, klarnet basowy i wiolonczelę (1983)
- Aforyzmy na fortepian (1984)
- Dźwiękowe zabawki na fortepian dla dzieci (1984)
- Kolęda na alt z towarzyszeniem fortepianu (1984)
- Pejzaże na mezzosopran i fortepian (1984)
- Improvisatione per flauto solo (1984)
- Miniatury baletowe na orkiestrę (1985)
- Notturno – Karol Szymanowski in memoriam in tres partes per cello solo (1987)
- Canticum polonum per archi (1987)
- W nocy na starym rynku, pantomima według Icchoka Lejba Pereca na głosy solowe, chór i orkiestrę symfoniczną (1988)
- Dzikie łabędzie [wersja sceniczna], baśń baletowa według Hansa Christiana Andersena – muzyka elektroniczna (1988)
- Fase per archi da camera (1989)
- Hymnus in honorem beatae Mariae virginis de monte Carmelo na alt lub kontratenor i pozytyw lub organy (1990)
- Nie ma dachu nad głową na alt z towarzyszeniem fortepianu (1990)
- Kołysanka niebieska na alt z towarzyszeniem gitary (1990)
- Kolęda A. D. 1990 na alt z towarzyszeniem gitary (1990)
- Dzikie łabędzie [wersja radiowa], suita baletowa na aktora i taśmę (1991)
- Libera me... na baryton i taśmę (1991)
- Pieśń żałobna pamięci ofiar Katynia na sopran i organy (1991)
- Sny dziecięce na fortepian (1992)
- Quo vadis, dramat muzyczny według Henryka Sienkiewicza na solistów, chór i orkiestrę (1993–94)
- Canto funebre per archi, in memoriam Wojciech Broniewski (1995)
- Zbrodnia i kara, dramat według Fiodora Dostojewskiego w 9 scenach z prologiem i epilogiem (2008)

## Odznaczenia
- Srebrny Medal „Zasłużony Kulturze Gloria Artis” (2008)[5]
- Medal Stowarzyszenia Autorów ZAiKS (2009)[6]
- Honorowa Odznaka ZAiKS-u (1993)[6]

## Nagrody
- nagroda na Konkursie Młodych Związku Kompozytorów Polskich (1965)
- II nagroda na Konkursie Kompozytorskim im. Grzegorza Fitelberga za Septem tubae (1966)
- nagroda na Konkursie Jeunesses Musicales za Musica da camera per 3 flauti, 4 timpani e 5 tom-toms (1967)
- Prix Italia za operę-oratorium radiowe Humanae voces (1973)
- Prix Italia za operę-oratorium radiowe Apokalypsis według św. Jana (1979)

Źródło:.